# Axonème

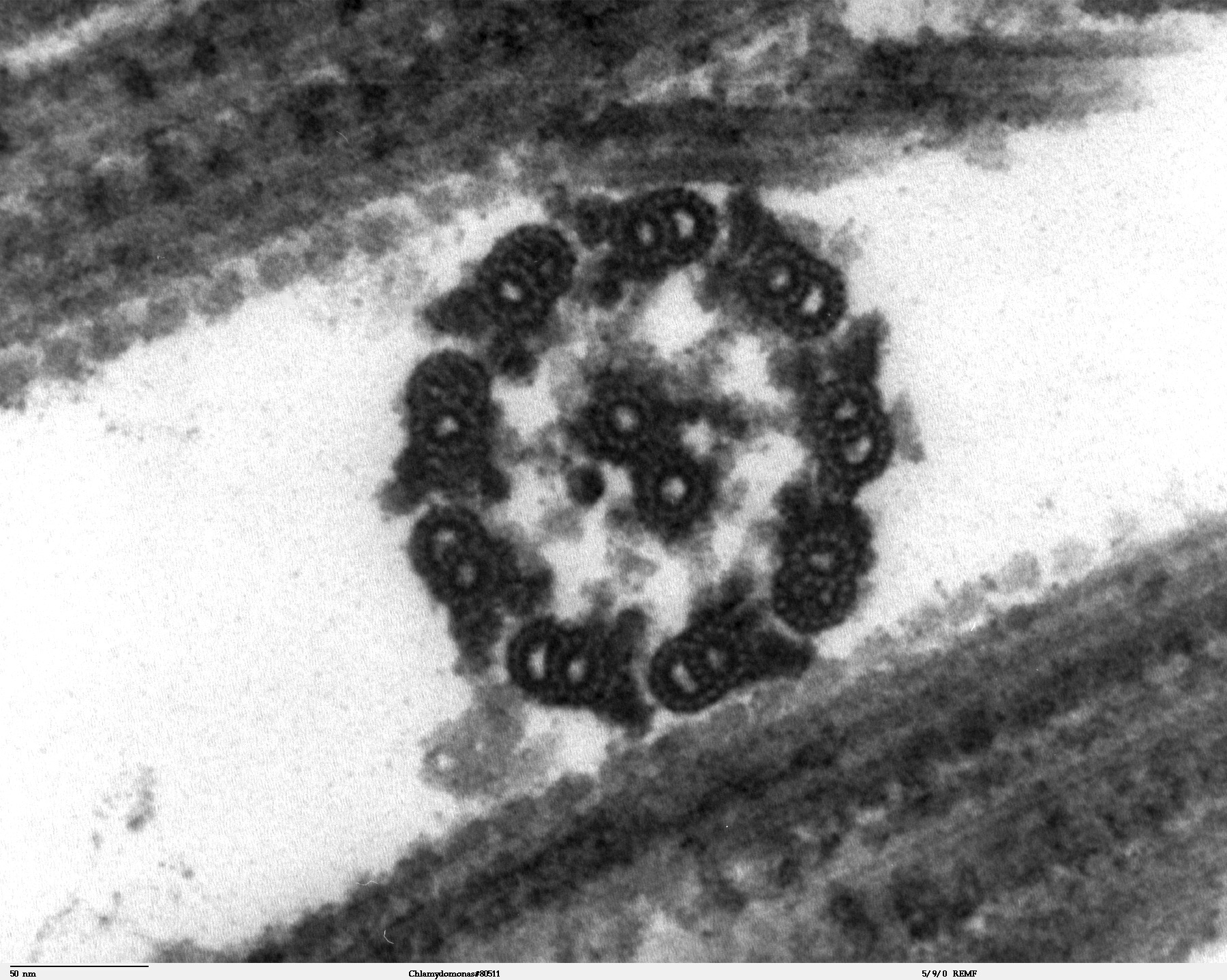
Coupe transversale d'axonème (chez Chlamydomonas reinhardtii)

L'axonème est la partie axiale et motrice d'un cil ou d'un flagelle d'une cellule eucaryote. Par exemple dans le flagelle du spermatozoïde.
L'axonème le plus souvent cité est constitué d'un cylindre de 9 doublets de microtubules qui, associés entre eux par des moteurs moléculaires (les bras de dynéine) et des protéines élastiques (les liens de nexine), induisent le mouvement de ces organites. On a pu expérimentalement démontrer que c'est le glissement relatif et périodique des doublets de microtubules qui est à l'origine du battement des cils et des flagelles. 
Chaque doublet de microtubules est constitué d'un microtubule A ou « complet » formé de 13 protofilaments parallèles formant un cylindre complet — et d'un microtubule B ou « incomplet » — constitué de 9 protofilaments formant un cylindre incomplet. Les protofilaments sont composés chacun d'une série d'hétérodimères de tubuline (α et β) associés entre eux.  
Des ponts de nexines sont des molécules élastiques comme l'ont démontré les expériences de Peter Satir et d'autres auteurs. C'est parce qu'ils sont élastiques qu'ils contribuent à la conversion du glissement des doublets externes en courbure, comme le font certainement les bras de dynéine eux-mêmes au moins dans certaines des phases de leur cycle mécano-chimique.
Les doublets de microtubules sont reliés au complexe central (organisé autour d'une paire centrale de microtubules) par les ponts radiaires. Tous les appendices portés par les doublets externes ainsi que l'appareil central sont périodiques. Leurs fréquences spatiales sont des multiples de 8 nm, longueur d'un dimère de tubulines alpha et béta, élément structurant et polarisé des microtubules.